# Shaoyang (Kreis)
Der Kreis Shaoyang (chinesisch 邵阳县, Pinyin Shàoyáng Xiàn) ist ein Kreis in der chinesischen Provinz Hunan. Er gehört zum Verwaltungsgebiet bezirksfreien Stadt Shaoyang (邵阳市). Der Kreis Shaoyang hat eine Fläche von 1.997 km² und 917.500 Einwohner (Stand: Ende 2018). Sein Hauptort ist die Großgemeinde Tangdukou (塘渡口镇).